# Pucheni
Pucheni é uma comuna romena localizada no distrito de Dâmboviţa, na região de Muntênia. A comuna possui uma área de 35.18 km² e sua população era de 2162 habitantes segundo o censo de 2007.